# Oberösch

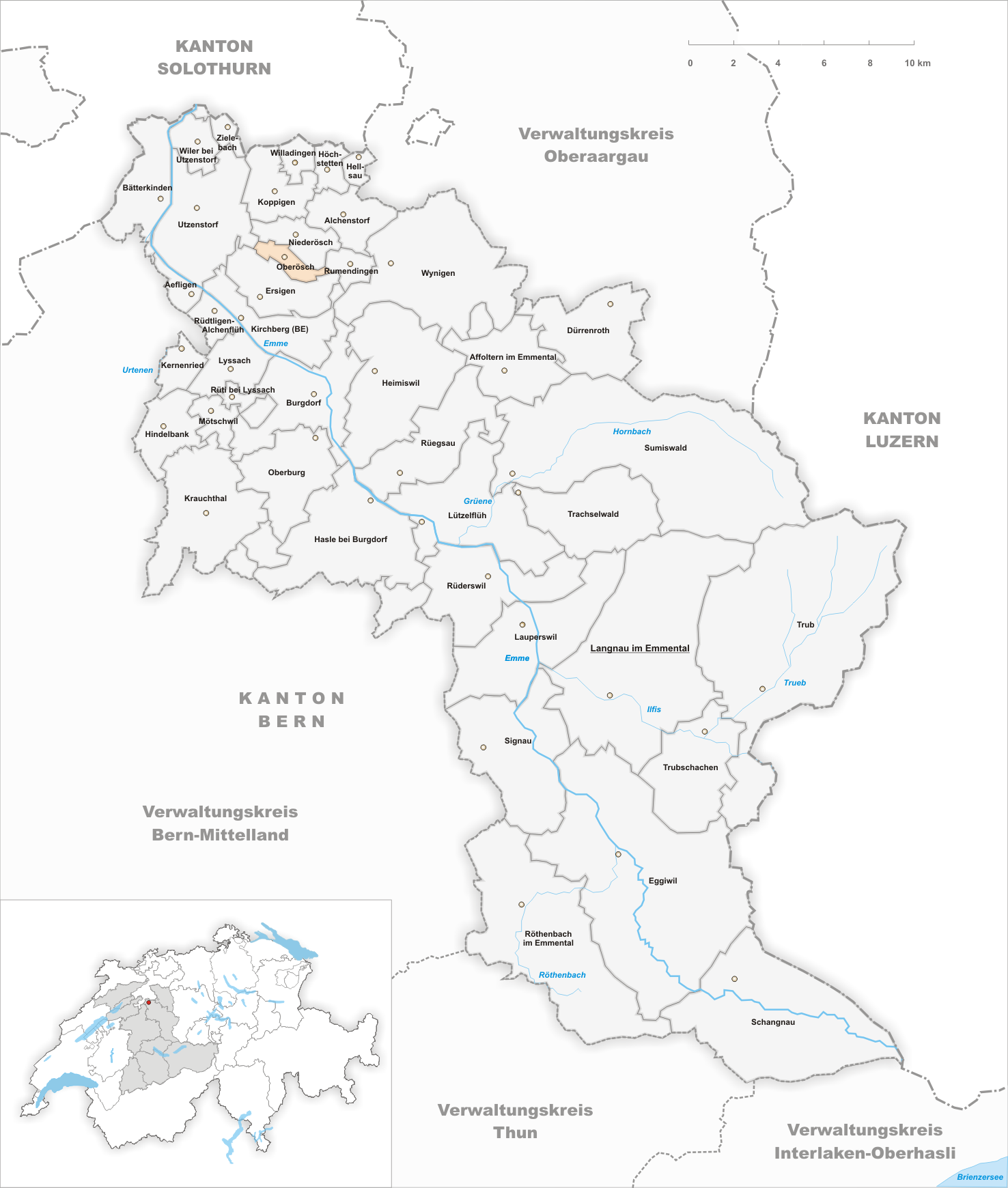
Gemeindestand vor der Fusion am 1. Januar 2016

Oberösch ist eine Ortschaft in der politischen Gemeinde Ersigen im Verwaltungskreis Emmental des Kantons Bern in der Schweiz. Bis zum 31. Dezember 2015 war Oberösch eine eigene politische Gemeinde. Am 1. Januar 2016 fusionierte diese zusammen mit der Gemeinde Niederösch zur Gemeinde Ersigen.

## Geographie
Oberösch liegt auf 489 m ü. M., sechs Kilometer nördlich der Stadt Burgdorf (Luftlinie). Die Streusiedlung erstreckt sich an der Ösch, am Ostrand der breiten Schwemmebene der Emme, im Schweizer Mittelland.
Die Fläche des 2,1 km² grossen Gebiets der ehemaligen Gemeinde umfasst einen Abschnitt des zentralen Berner Mittellandes. Die westliche Hälfte liegt in der flachen Emmeebene (im Durchschnitt auf 490 m ü. M.) und reicht über den landwirtschaftlich intensiv genutzten Grossacher nach Westen bis zum Hubel. Die Niederung der kanalisierten Ösch nimmt den zentralen Teil ein. Der östliche Teil der Ortschaft hingegen liegt im Molassehügelland, das durch den eiszeitlichen Rhonegletscher überformt wurde. Oberösch erstreckt sich über einen relativ sanft ansteigenden Hang auf den Höhenrücken des Reiteneggwaldes, auf dem mit 590 m ü. M. der höchste Punkt der Ortschaft erreicht wird, und in das Rychenbrunnentälchen im Einzugsgebiet des Chänerechbachs. Von der Gemeindefläche entfielen 1997 4 % auf Siedlungen, 35 % auf Wald und Gehölze und 61 % auf Landwirtschaft.
Oberösch besteht aus verschiedenen Hofgruppen. Nachbarorte von Oberösch sind die Ortsteile Niederösch und Ersigen in der gleichen Gemeinde, Nachbargemeinden sind Rumendingen und Utzenstorf.

## Bevölkerung
Mit 104 Einwohnern (Stand 31. Dezember 2015) gehörte Oberösch zu den kleinsten Gemeinden des Kantons Bern. Im Jahr 2000 waren von den Bewohnern 97,4 % deutschsprachig, 1,8 % polnischsprachig, und 0,9 % sprachen Englisch. Die Bevölkerungszahl von Oberösch belief sich 1850 auf 162 Einwohner, 1900 auf 158 Einwohner. Im Verlauf des 20. Jahrhunderts nahm die Bevölkerungszahl durch starke Abwanderung bis 1990 um 35 % auf 105 Personen ab. Seither wurde wieder eine leichte Bevölkerungszunahme verzeichnet.

## Wirtschaft
Oberösch lebt dank den fruchtbaren Böden noch heute von der Landwirtschaft, insbesondere vom Ackerbau, vom Obstbau und von der Viehzucht. Ausserhalb des primären Sektors sind nur ganz wenige Arbeitsplätze im Dorf vorhanden. Viele Erwerbstätige sind Wegpendler, die hauptsächlich in den grösseren Ortschaften der Umgebung, in der Region Burgdorf und im Raum Solothurn arbeiten.

## Verkehr
Oberösch ist verkehrstechnisch recht gut erschlossen. Es liegt nur rund einen Kilometer neben der Hauptstrasse 1 von Bern nach Zürich. Der nächste Anschluss an die Autobahn A1 (Bern–Zürich) befindet sich rund sechs Kilometer vom Ortskern entfernt. Durch eine Buslinie der Regionalverkehr Mittelland AG, welche die Strecke von Koppigen nach Burgdorf bedient, ist Oberösch an das Netz des öffentlichen Verkehrs angebunden.

## Geschichte
Die erste urkundliche Erwähnung des Ortes erfolgte bereits 886 unter dem Namen Osse; von 1309 ist die Bezeichnung Oescho überliefert. Diese beiden Namen können nicht eindeutig Oberösch oder Niederösch zugeordnet werden. Erstmals wird zwischen den beiden Ortschaften im Jahr 1310 unterschieden (Oeschge superioris); 1338 erscheint dann Obern Oesch.
Im Hochmittelalter gehörte Oberösch zunächst zum Königreich Hochburgund und zum königlichen Hof von Kirchberg. Später befand sich das Dorf unter der Oberhoheit der Zähringer und ab dem 13. Jahrhundert unter derjenigen der Kyburger. Es war zeitweise im Besitz des Klosters Thorberg. Seit 1423 lagen Twing und Bann bei der Stadt Burgdorf. Unter Berner Herrschaft wurde Oberösch der Landvogtei Wangen zugeordnet. Nach dem Zusammenbruch des Ancien Régime (1798) gehörte das Dorf während der Helvetik zum Distrikt Burgdorf und ab 1803 zum Oberamt Burgdorf, das mit der neuen Kantonsverfassung von 1831 den Status eines Amtsbezirks erhielt.
Per 1. Januar 2016 wurde Oberösch, zusammen mit Niederösch, nach Ersigen eingemeindet.

## Sehenswürdigkeiten
Die Hofgruppen von Oberösch haben zahlreiche charakteristische Bauernhäuser im typischen bernischen Landstil aus dem 17. bis 19. Jahrhundert bewahrt.